# Santo Condorelli
Santo Yukio Condorelli, né le 17 janvier 1995 à Kitahiroshima au Japon, est un nageur italo-canadien, spécialiste de nage libre.

## Biographie
Son meilleur temps sur 100 m nage libre est de 47 s 98, réalisé lors des Jeux panaméricains à Toronto en 2015. Né au Japon d'un père américain et ayant été élevé à Portland, il choisit d’abord de représenter le Canada, pays de sa mère, née à Kenora.
Lors des championnats du monde 2015, il obtient une médaille de bronze sur le relais 4 × 100 mètres nage libre mixte et termine notamment quatrième du 100 mètres nage libre.
En juin 2018, son père annonce que son fils représentera l’Italie à partir de 2019, afin de participer aux Jeux olympiques de 2020 avec cette nouvelle nationalité ; il y remporte la médaille d'argent sur le relais 4 × 100 mètres nage libre.
En juin 2025, il termine 2e des sélections américaines sur le 50 m nage libre. Ainsi, il est sélectionné pour les championnats du monde 2025 avec les États-Unis et représentera un 3e pays.